# Grenadier-Brigade 1135 (Wehrmacht)
Die Grenadier-Brigade 1135 war eine deutsche Infanteriebrigade im Zweiten Weltkrieg.

## Geschichte
Die Brigade wurde am 27. Juli 1944 als sogenannte Walküre-Einheit im Wehrkreis V aufgestellt. Die Einheit war der Heeresgruppe Nordukraine unterstellt. Die Brigade, dem XXXXII. Armeekorps der 4. Panzerarmee unterstellt, wurde im August 1944 bei Opatow gegen die Rote Armee eingesetzt und erlitt hierbei schwere Verluste. Daraufhin wurde die Einheit aufgelöst und im September 1944 ihre Reste in die 291. Infanterie-Division eingegliedert.

## Kommandeur
- Oberst Heinz Kokott

## Gliederung
- I. Grenadier-Brigade 1135 (in II./Grenadier-Regiment 506)
- II. Grenadier-Brigade 1135 (in Füsilier-Bataillon 291)
- Flugabwehr-Kompanie 1135
- Pionier-Kompanie 1135